# Vesele potegavščine Tilla Eulenspiegla
Vesele potegavščine Tilla Eulenspiegla (Till Eulenspiegels lustige Streiche), op. 28, (1894 – 1895) so simfonična pesnitev Richarda Straussa.
Skladba predstavlja glasbeni portret legendarnega junaka ljudskih pripovedk iz Flamske in severne Nemčije, šaljivca Eulenspiegla. Pesnitev je zgrajena v umetelni obliki dvojnega rondoja, glasba pa spremlja menjave razpoloženj v zgodbi in zvesto sledi Eulenspieglovim vragolijam. Najprej spevna melodija opisuje pravljično preteklost, junaka predstavi ritmično razgibana melodija za rog, v odgovor pa ji sledi motiv za klarinet, poskočen in norčav kot Eulenspiegel v svojem elementu. Sledijo prizori šaljivca, ki na konju zdirja skozi množico na trgu in prevrača stojnice z blagom, se norčuje iz strogih duhovnikov, zapeljuje dekleta (tista, ki mu je najbolj všeč, ga zavrne) – ljubezensko temo odigra violina – in se posmehuje učenim akademikom. Nato se oglasi glasba, ki v začetku skladbe spremlja konjski dir, potem pa spet prva tema. Ta se po vrhuncu nenadoma sprevrže v žalno koračnico z mrtvaškimi bobni: Eulenspiegla so oblasti ujele in sedaj ga bodo zaradi norčevanja iz svetih stvari obesili. Eulenspiegel poskuša prelisičiti rablja, vendar je ta neizprosen in zadrgne zanko. Klarinet zapiska v smrtni krik raztegnjeno uvodno melodijo, pizzicato pa pove, da je vsega konec: nesrečnik še nekajkrat zaniha in se umiri na vrvi. A Eulenspiegla ni mogoče uničiti: spet se oglasi pravljična tema, nato pa simfonična pesnitev izzveni s poslednjo glasbeno šalo.